# حرية التعبير في الولايات المتحدة الأمريكية

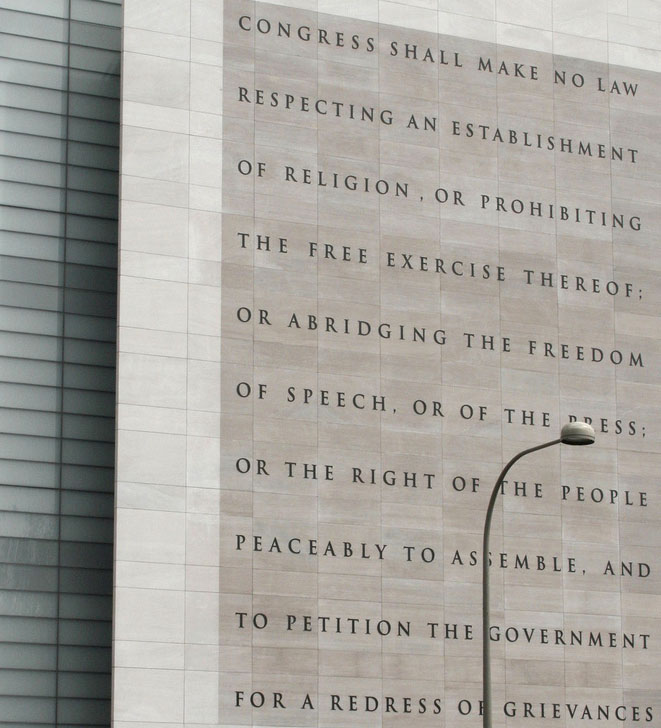
الحريات الخمس لمتحف النيوزيام التي يضمنها التعديل الأول لدستور الولايات المتحدة. حرية الدين، حرية التعبير، حرية الصحافة، حرية التجمع السلمي، حرية تقديم التماس إلى الحكومة لمعالجة المظالم (الافتتاح في 11 أبريل/نيسان 2008)

تتمتّع حرية التعبير في الولايات المتحدة الأمريكية بحماية شديدة من القيود الحكومية وذلك بموجب التعديل الأول للدستور، والعديد من قوانين ودساتير الولايات، والقوانين الفيدرالية. اعترفت المحكمة العليا في الولايات المتحدة الأمريكية بأن هناك خطاباتٍ تُمنح حماية أقل بحسب التعديل الأول، أو حتى من الممكن أن لا تحظى بأي حماية، وأقرت بأن الحكومات يمكن أن تسنّ قيودًا على زمان أو مكان أو طريقة هذه الخطابات. يمنع التعديل الدستوري الأول للحق في حرية التعبير، والذي ينطبق على حكومات الولايات والحكومات المحلية بموجب تعليمات الاتحاد، القيود الحكومية فقط على الكلام،  وليس القيود المفروضة من قبل الأفراد أو الشركات الخاصة إلا إذا كانت تعملُ بتوكيلٍ من الحكومة.  ومع ذلك، قد تقيد القوانين قدرة الشركات الخاصة والأفراد على وضع قيود على خطابات الآخرين، مثل قوانين العمل التي تقيد قدرة أصحاب العمل على منع الموظفين من الكشف عن رواتبهم مع زملاء العمل أو محاولة تنظيم نقابة عمالية. 
لا يحظر التعديل الدستوري الأول للحق في حرية التعبير معظم القيود الحكومية على محتوى الخطاب والقدرة على الكلام فقط، بل يحمي أيضًا الحق في تلقي المعلومات،  ويحظر معظم القيود الحكومية التي تميز بين المتحدثين،  ويقيد أي جنحة على الأشخاص نتيجةً لخطاب معيّن،  ويمنع الحكومة من مطالبة الأفراد والشركات بالحديث أو دعم خطابات معينة من الكلام لا يتفقون معها. 
وتشمل أنواع الخطاباتِ التي تُمنح حمايةً أقل أو لا يحميها التعديل الأول: الخطابات البذيئة والفاحشة (كما حددها اختبارُ ميلير)، وخطابات الاحتيال، والمواد الإباحية للأطفال، الخطاب المحرّض على السلوك غير القانوني، والخطاب الذي يحرض على اتخاذ إجراءات غير قانونية وشيكة، وتنظيم الخطاب التجاري مثل الإعلانات.  وفي هذه المجالات المحدودة، فإن القيود الأخرى المفروضة على حرية التعبير جاءت لتحقّق أهدافَ حقوقٍ أُخرى، مثل حقوق المؤلفين (حقوق الطبع والنشر)، والحماية من العنف الوشيك أو المحتمل ضد أشخاص معينين، والقيود المفروضة على استخدام الأكاذيب لإلحاق الأذى بالآخرين (التشهير)، والاتصالات أثناء وجود شخص في السجن. وعندما يُطعن في الكلام المقيّد في المحكمة، يُتعامل معه بفرض أنه غير صحيح وتتحمل الحكومة عبء إقناع المحكمة بأن التقييد موافقٌ للدستور. 

## خلفية تاريخيّة

### إنجلترا
خلال فترة الاستعمار، كانت أنظمة الخطاب الإنجليزية مُقيّدة إلى حد ما. جعل القانون الجنائي الإنجليزي العام الخاص بالتشهير للفتنة من انتقاد الحكومة جريمة. وكتب رئيس المحكمة العليا، جون هولت مقالًا في الفترة 1704 - 1705، شرح فيه أسباب هذه القيود: «لأنه من الضروري جدًّا لكل الحكومات أن يكون للشعب رأي جيد فيها».
وحتى عام 1694 كان لدى إنجلترا نظامُ ترخيصٍ دقيق؛ ولم يسمح بنشر أي شيء دون مرافقة الترخيص الممنوح من الحكومة.

## المستعمرات
كان للمستعمرات في الأصل وجهات نظر مختلفة حول حماية حرية التعبير. خلال فترة الاستعمار الإنجليزي في أمريكا، كان هناك عدد قليلٌ من الملاحقات القضائية لسبب تشهير الفتنة مقارنةً بإنجلترا ، ولكن كانت هناك ضوابط أخرى على خطاب المعارضة.
أكثر الضوابط تشددًا على التعبير في الفترة الاستعمارية كانت الضوابط التي تحظر أو تراقب التعابير كانت تعتبر ازدرائية بالمعنى الديني. على سبيل المثال، عاقب قانون ماساتشوستس الصادر عام 1646 الأشخاص الذين أنكروا خلود الروح. وفي عام 1612 ، أعلن حاكم فرجينيا عقوبة الإعدام للشخص الذي أنكر الثالوث بموجب قوانين فرجينيا الدينية، والأخلاقية والعسكرية التي حظرت الازدراء أيضًا، وحظرت التحدث بشكل سيء عن الوزراء والملوك، و الكلمات المشينة. 
بحث حديث جدًا ركز على تعبير التحريض في مستعمرات القرن السابع عشر (عندما لم تكن هناك صحافة)، أظهر أنه من عام 1607 إلى 1700، توسعت حرية التعبير للمستعمرين بشكل كبير، ما وضع الأساس للمعارضة السياسية التي ازدهرت بين جيل الثورة. 
كانت محاكمة جون بيتر زنجر في عام 1735 مقاضاة تحريضية مثيرة للاشمئزاز بسبب نشر زنجر انتقادات حول حاكم نيويورك ويليام كوسبي. مثّل أندرو هاميلتون زنجر وقال أن الحقيقة يجب أن تكون دفاعًا عن جريمة التحريض المثير للفتنة، لكن المحكمة رفضت هذه الحجة. ومع ذلك، أقنع هاميلتون هيئة المحلفين بتجاهل القانون وببراءة موكله زنجر. تعتبر القضية انتصارًا لحرية التعبير ومثالًا رئيسيًا على رفض هيئة المحلفين، إذ يحدث ذلك عندما تعتقد هيئة المحلفين أن الشخص مذنب ولكن في نفس الوقت تؤمن أن القانون غير عادل. تميزت القضية ببداية اتجاه قبول وتسامح أكبر لحرية التعبير.

## التصديق على التعديل الأول
في ثمانينيات القرن السابع عشر، وبعد حرب الاستقلال الأميركية، أدت المناقشات الدائرة حول تبني الدستور الجديد إلى انقسام بين أنصار الفيدرالية، مثل ألكسندر هاملتون الذي فضل الحكومة الفيدرالية القوية، وبين مناهضي الفيدرالية، مثل توماس جيفرسون وباتريك هنري اللذان فضلا حكومة فيدرالية أضعف.
وخلال مرحلة عملية التصديق على الدستور وبعدها، أعرب البرلمانيون والمناهضون للفيدرالية عن قلقهم من أن الدستور الجديد يركز كثيرًا على سلطة الحكومة الفيدرالية. وصيغ مشروع قانون الحقوق واعتُمد في نهاية المطاف، بما في ذلك التعديل الأول الذي كان نتيجة لهذا القلق، ويحد هذا المشروع من سلطة الحكومة الفيدرالية.

## أشكال التعبير

### التعبير السياسي
هذا هو أكثر شكل من أشكال التعبير حذرًا بسبب طبيعته المعبرة وأهميته بالنسبة للجمهوريات. إن القيود المفروضة على الخطاب السياسي الأساسي لابد أن تصمد في وجه الفحص الدقيق أو تُخفَّض، والاستثناء الرئيسي لذلك هي الخطابات التي تكون في سياق العملية الانتخابية، إذ قضت المحكمة العليا بأن الخطاب بسبب الاقتراع أو الترشح لمنصب سياسي ليس خطابًا سياسيًّا وبالتالي يمكن إخضاعه لضوابط هامة؛ وقد أُيّدت هذه القيود في قضية بوكلي ضد فاليو.

### السلوك التعبيري
السلوك التعبيري، والذي يسمى أيضا «الخطاب الرمزي»، هو سلوك غير لفظي يهدف إلى إيصال رسالة، ومن الأمثلة على ذلك إنشاء أو تدمير شيءٍ (مثل حرق العلم في احتجاج سياسي)، والمسيرات الصامتة التي تهدف إلى نقل رسالة، والملابس الحاملة لرموز ذات معنىً (مثل الشريط المضاد للحرب)، ولغة الجسد، والرسائل المكتوبة في الرموز، والأفكار والهياكل المجسدة كرمز للحاسوب (برمجيات)، وصيغ رياضية وعلمية، تنقل ضمنيًّا موقفًا أو طلبًا أو رأيًا.
ويعترف بالسلوك التعبيري بوصفه محميًّا بموجب التعديل الأول كشكل من أشكال التعبير، رغم أن هذا السلوك غير مكتوب بشكل صريحٍ في الوثيقة، فعلى سبيل المثال، ينظر إلى رمز الحاسوب في ضوء التعديل الأول، باعتباره وسيلة للتحدث عن كيفية حل المشكلة، واستخدام المصطلحات الدقيقة التي يمكن أن يعطى بها الحاسوب كاتجاهات، وحرق العلم هو وسيلة للتحدث أو التعبير بقوة عن آراء الشخص التي تعارض أفعال البلد المعني أو موقفه السياسي. 